# Општина Мирен-Костањевица
Општина Мирен-Костањевица (словен. Miren-Kostanjevica) је једна од општина Горишке регије у држави Словенији. Седиште општине је истоимени градић Мирен.

## Природне одлике
Рељеф: Општина Мирен-Костањевица налази се на западу државе. У средишњем делу општине налази доњи део долине реке Випаве. На југу се налази карстно побрђе.
Клима: У општини влада измењено средоземна клима.
Воде: Најважнији водоток у општини је река Випава, а сви мањи водотоци су њене притоке.

## Становништво
Општина Мирен-Костањевица је средње густо насељена.

## Насеља општине
| - Биље - Војшчица - Врточе - Корита на Красу - Костањевица на Красу | - Липа - Локвица - Мирен - Нова Вас - Новело | - Опатје село - Ореховље - Села на Красу - Темница - Худи Лог |  |